# 西田直斗
西田 直斗（にしだ なおと、1993年4月26日 - ）は、大阪府柏原市出身の元プロ野球選手（内野手）、実業家。右投左打。

## 経歴

### プロ入り前
中学生時代にボーイズリーグの「八尾フレンド」に所属。3年時に出場した全国大会で、準々決勝への進出を経験した。
大阪桐蔭高校への進学後は、1年時の秋からベンチ入りを果たした。2年春の第82回選抜高等学校野球大会に出場すると、東海大望洋高校との1回戦で3安打5打点と活躍。チームも9 - 2というスコアで快勝したが、2回戦で大垣日大高校に敗れた。3年春の大阪大会では、「近畿ナンバー1の左投手」と呼ばれた今村信貴（太成学院高校）から、大会試合通算24号の本塁打（2点本塁打）を放ったことで一躍注目された。3年夏の選手権大阪大会では、石川慎吾擁する東大阪大柏原高校と決勝で対戦。最大で5点差のリードを付けながら、押し出し死球でサヨナラ負けを喫した。
高校の同級生には山足達也、1学年先輩に江村直也、1学年後輩に藤浪晋太郎、2学年後輩に森友哉がいる。藤浪とは、後に阪神タイガースでもチームメイトになった。
2011年のプロ野球ドラフト会議で、阪神から3巡目で指名。契約金5,000万円、年俸600万円（金額は推定）という条件で入団した。入団当初の背番号は33。

### プロ入り後
2012年には、ウエスタン・リーグ公式戦71試合に出場。打率.237、17打点を記録した。出場試合の大半で遊撃の守備に就いたが、遊撃手としての守備率は.926にとどまった。他には二塁手として出場することもあった。
2013年には、ウエスタン・リーグ選抜の監督推薦選手としてフレッシュオールスターゲームに出場。チーム唯一の打点を挙げた。7月28日の対横浜DeNAベイスターズ戦（阪神甲子園球場）5回裏に代打で一軍デビューを果たすと、6回表から試合終了まで二塁の守備に就いた。しかし、この試合で2三振を喫すると、以降の一軍公式戦には出場しなかった。ウエスタン・リーグ公式戦では、92試合に出場。打率.241、2本塁打、14打点を記録した。守備面では、新人の北條史也がもっぱら遊撃手として起用された関係で、大半の試合に二塁手として出場。二塁で守備率.956、遊撃で守備率.966を記録したほか、試合によっては一塁や三塁を守ることもあった。
2015年には、一軍公式戦への出場機会がなかった。ウエスタン・リーグ公式戦には、88試合に出場。打率.223、1本塁打という成績に終わったため、11月17日の契約交渉では、推定年俸580万円（20万円減）で契約を更改した。
2016年にも、一軍公式戦への出場機会がなかった。62試合に出場したウエスタン・リーグ公式戦では、打率.238、2本塁打、13打点を記録。一軍監督へ就任した元チームメイト・金本知憲の方針で大半の野手が一軍を経験したにもかかわらず、西田以外に一軍へ昇格できなかった内野手は坂克彦だけであった。シーズン終了後にフェニックスリーグへ参加したが、球団から支配下選手契約の解除を通告。11月14日には、育成選手契約へ移行したことに伴って、背番号を133に変更することが球団から発表された。
2017年には、阪神に在籍する唯一の育成選手として、春季キャンプから二軍でスタート。レギュラーシーズン中の6月17日には、支配下登録選手へ復帰するとともに、背番号を93に変更することが球団から発表された。二軍首脳陣からの推薦によるもので、同月19日にNPBから支配下登録選手として正式に公示されたが、一軍公式戦への出場機会がなかった。
2018年には、ウエスタン・リーグ公式戦67試合に出場。打率.177、2本塁打、9打点を記録した。二軍が8年振りにリーグ優勝を果たしたことから、10月6日には読売ジャイアンツとのファーム日本選手権（KIRISHIMAサンマリンスタジアム宮崎）にも途中から出場。チームの12年振り選手権制覇の瞬間に立ち会った。しかし、一軍昇格の機会がないまま、翌7日に球団から戦力外通告を受けた。西田自身はNPB他球団での現役続行を希望していたため、11月13日にはシートバッティング形式の12球団合同トライアウト（タマホームスタジアム筑後）に参加。4人の投手に対して1安打（二塁打）を放ったが、NPB他球団から獲得のオファーを受けるまでには至らず、現役を引退した。12月2日付で、NPBから自由契約選手として公示。

### 現役引退後
2019年1月27日に、現役引退の報告を兼ねたファンミーティングを大阪市内で開催。自営業者として、同年からオーダースーツの訪問販売や受注販売を始めることを明らかにした。この席では、「野球はもとより、服やスーツも元々好きなので、人生で2回も好きなことを仕事にできるのは幸せ。これからは、（阪神球団から戦力外通告を受けても他球団で現役生活を続けられなかった）自分のような立場でセカンドキャリアに悩む選手たちに向けて、野球以外（の世界）でも活躍できることを証明したい」と語っていた。後に、スーツの生地を扱う店舗などでの修業を経て、同年4月から「Settedieci（セッテディエーチ）」というブランドを展開中。

## 選手としての特徴
柔軟なバットコントロールによって広角に打ち分けるバッティングに定評があった。
高校時代は一塁手であったが、阪神への入団後は遊撃手を希望。入団当初は、捕手以外の全ポジションを守らせながら、適性を見極めていく方針も立てられていた。もっとも、実戦で外野の守備に就いたことはなく、現役時代後半のウエスタン・リーグ公式戦には一塁手や指名打者として出場することが多かった。

## 人物
元々は左利きで、箸を持つ時や字を書く時には、現在でも左手を使う。実父の勧めで、幼稚園の時に、右手でボールを投げられるように矯正した。
現役からの引退を機にスーツの訪問販売業を営んだ背景には、両親や実姉がアパレル業界に従事している家庭環境の下で、幼少時からファッションセンスを磨いてきたことにもよる。本人の弁によれば、スーツに着目したのは、阪神時代の遠征中の体験から、ジャージーやスウェットのように伸縮性の高いスーツの必要性を感じたことにあるという。
スーツ職人へ転身した際には、現役最終年（2018年）の阪神二軍監督で、翌2019年に一軍監督へ就任した矢野燿大から「いつか俺のスーツを作って欲しい」と要請。2019年のNPBドラフト会議の前には、自身が会議で着用するスーツや、シーズンを共にした一・二軍の全コーチへ贈るためのスーツのオーダーを実際に受けた。ちなみに矢野は、このオーダーをすべて自費で賄ったという。

## 詳細情報

### 年度別打撃成績
| 年 度    | 球 団    | 試 合 | 打 席 | 打 数 | 得 点 | 安 打 | 二 塁 打 | 三 塁 打 | 本 塁 打 | 塁 打 | 打 点 | 盗 塁 | 盗 塁 死 | 犠 打 | 犠 飛 | 四 球 | 敬 遠 | 死 球 | 三 振 | 併 殺 打 | 打 率 | 出 塁 率 | 長 打 率 | O P S |
| -------- | -------- | ----- | ----- | ----- | ----- | ----- | -------- | -------- | -------- | ----- | ----- | ----- | -------- | ----- | ----- | ----- | ----- | ----- | ----- | -------- | ----- | -------- | -------- | ----- |
| 2013     | 阪神     | 1     | 2     | 2     | 0     | 0     | 0        | 0        | 0        | 0     | 0     | 0     | 0        | 0     | 0     | 0     | 0     | 0     | 2     | 0        | .000  | .000     | .000     | .000  |
| NPB：1年 | NPB：1年 | 1     | 2     | 2     | 0     | 0     | 0        | 0        | 0        | 0     | 0     | 0     | 0        | 0     | 0     | 0     | 0     | 0     | 2     | 0        | .000  | .000     | .000     | .000  |

- 2018年度シーズン終了時

### 年度別守備成績
| 年 度 | 球 団 | 二塁  | 二塁  | 二塁  | 二塁  | 二塁  | 二塁     |
| 年 度 | 球 団 | 試 合 | 刺 殺 | 補 殺 | 失 策 | 併 殺 | 守 備 率 |
| ----- | ----- | ----- | ----- | ----- | ----- | ----- | -------- |
| 2013  | 阪神  | 1     | 0     | 1     | 0     | 0     | 1.000    |
| 通算  | 通算  | 1     | 0     | 1     | 0     | 0     | 1.000    |

- 2018年度シーズン終了時

### 記録
- 初出場・初打席：2013年7月28日、対横浜DeNAベイスターズ14回戦（阪神甲子園球場）、5回裏に榎田大樹の代打として出場、三嶋一輝から空振り三振

### 背番号
- 33 （2012年 - 2016年）
- 133 （2017年 - 同年6月）
- 93 （2017年6月 - 2018年）

### 登場曲
- 「Follow me」E-girls（2013年）
- 「ピタカゲ（CROOKED）」G-DRAGON（from BIGBANG）（2014年）
- 「R.Y.U.S.E.I.」三代目 J Soul Brothers from EXILE TRIBE（2015年）
- 「HOME」清水翔太（2016年）
- 「Impossible」清水翔太（2017年、2018年）